# Julia García-Valdecasas
Julia García-Valdecasas Salgado (ur. 29 stycznia 1944 w Barcelonie, zm. 5 lutego 2009 tamże) – hiszpańska i katalońska polityk oraz urzędniczka państwowa, w latach 2003–2004 minister administracji publicznej.

## Życiorys
Ukończyła farmację na Uniwersytecie Barcelońskim, po czym prowadziła aptekę. Później przeszła do administracji państwowej, dołączając do korpusu inspektorów podatkowych, stopniowo awansując w jego strukturach.
W 1995 wstąpiła w szeregi Partii Ludowej, w 2002 została członkinią komitetu wykonawczego katalońskich struktur partii. W latach 1996–2003 pełniła funkcję przedstawiciela hiszpańskiego rządu w Katalonii. W latach 2003–2004 w drugim rządzie José Maríi Aznara sprawowała urząd ministra administracji publicznej. W wyborach w 2004 uzyskała mandat posłanki do Kongresu Deputowanych. Zrezygnowała z niego w 2006 z powodów zdrowotnych.